# Ruslan Fajzullin
Ruslan Fajzullin (rusky Руслан Файзуллин; * 2. ledna 1996) je ruský reprezentant ve sportovním lezení, mistr Ruska a juniorský mistr světa v lezení na rychlost.
(Mezinárodních závodů v ledolezení se účastnil ruský reprezentant Igor Fajzullin.)

## Výkony a ocenění
- 2011: juniorský mistr světa
- 2012: juniorský mistr světa, nominace na Světové hry 2013 v kolumbijském Cali
- 2017: mistr Ruska[1]

## Závodní výsledky
| Světové hry | Světové hry |
| Rok         | 2013        |
| ----------- | ----------- |
| Rychlost    | 13          |

| Světový pohár | Světový pohár  | Světový pohár      |
| Rok           | 2013           | 2018               |
| ------------- | -------------- | ------------------ |
| Rychlost      | 26             | 42                 |
| jednotlivě*   | -,-,-,10,-,-,- | -,-,-,85,25,-,-,22 |

* poznámka: nalevo jsou poslední závody v roce
| Mistrovství Evropy | Mistrovství Evropy |
| Rok                | 2013               |
| ------------------ | ------------------ |
| Rychlost           | 8                  |

| Mistrovství Ruska | Mistrovství Ruska |
| Rok               | 2017              |
| ----------------- | ----------------- |
| Rychlost          | 1                 |

| Mistrovství světa juniorů | Mistrovství světa juniorů | Mistrovství světa juniorů | Mistrovství světa juniorů | Mistrovství světa juniorů | Mistrovství světa juniorů |
| Rok                       | 2011 kat. B               | 2012 kat. A               | 2013 kat. A               | 2014 junioři              | 2015 junioři              |
| ------------------------- | ------------------------- | ------------------------- | ------------------------- | ------------------------- | ------------------------- |
| Obtížnost                 | —                         | —                         | —                         | 25                        | —                         |
| Rychlost                  | 1                         | 1                         | 8                         | 4                         | 9                         |

| Mistrovství Evropy juniorů | Mistrovství Evropy juniorů |
| Rok                        | 2013                       |
| -------------------------- | -------------------------- |
| Rychlost                   | 5                          |

| Evropský pohár juniorů | Evropský pohár juniorů | Evropský pohár juniorů |
| Rok                    | 2012 kat. A            | 2013 kat. A            |
| ---------------------- | ---------------------- | ---------------------- |
| Rychlost               | 12                     | 9                      |
| jednotlivě*            | -,-,,-                 | ,-,-                   |

* poznámka: nalevo jsou poslední závody v roce